# Apeadero de Alvalade
El Apeadero de Alvalade, igualmente conocido como Alvalade - Sado, es una estación ferroviaria de la Línea del Sur, que servía la localidad de Alvalade, en el municipio de Santiago do Cacém, en Portugal.

## Historia

### Planificación e inauguración

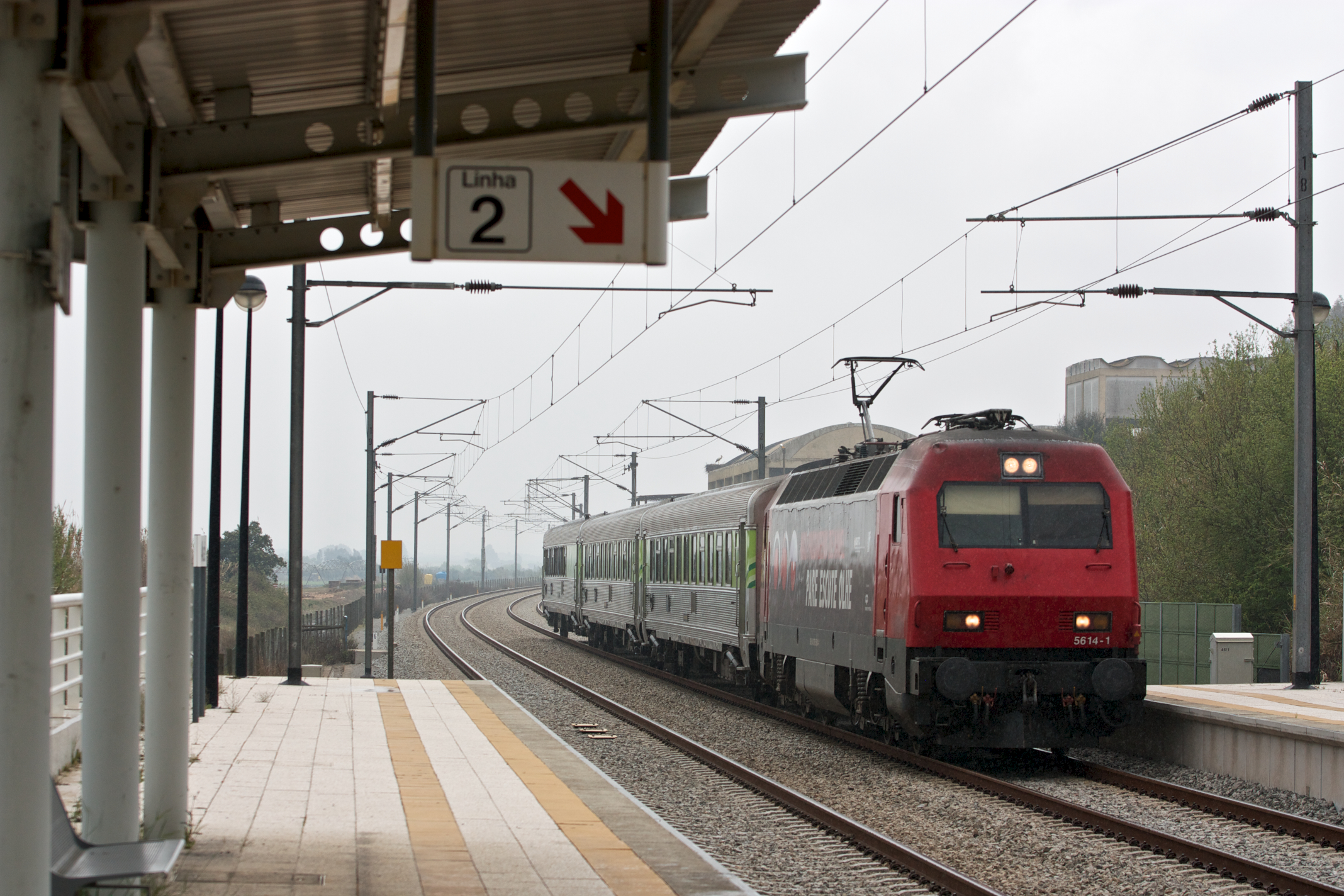
Tren de Intercidades en el Apeadero de Alvalade, en 2012.

Cuando se iniciaron los estudios para el Plan de la Red al Sur de Tejo, en 1898, una de las conexiones proyectadas fue la Línea del Sado, que conectaba Setúbal con Garvão, de forma a acelerar las comunicaciones entre Lisboa y Algarve. Una ley del 1 de julio de 1903 estableció a Alvalade como uno de los puntos obligatorios en el trazado de esta línea.
El trozo de la Línea del Sado entre Garvão y Alvalade entró en servicio el 23 de agosto de 1914, mientras que el trazo siguiente, hasta Lousal, abrió al público el 1 de agosto de 1915.

### Conexión prevista a Sines
Ya durante la planificación de la Línea del Sado, en el ámbito del Plan de la Red al Sur de Tejo, fue proyectado un ramal de Alvalade a la Sines. Cuando el Plan de la Red fue aprobado, por un decreto del 27 de noviembre de 1902, incluía el ramal hasta Sines, pero se decidió que serían necesarios más estudios, para determinar si el punto de entroncamento debería ser en Alvalade o en Grândola. Después de la realización de los estudios, la bifurcación fue establecida en Alvalade por una ley del 1 de junio de 1903. Sin embargo, el punto inicial fue posteriormente cambiado a Ermidas-Sado, teniendo el primero tramo del Ramal de Sines, hasta São Bartolomeu da Sierra, siendo abierto el 9 de abril de 1927.

## referencias
1. ↑  SOUSA, José Fernando de (16 de septiembre de 1936). «A Conclusão do Ramal de Sines». Gazeta dos Caminhos de Ferro 48 (1170): 483-484. Consultado el 1 de noviembre de 2014.
2. ↑  TORRES, Carlos Manitto (16 de febrero de 1958). «A evolução das linhas portuguesas e o seu significado ferroviário». Gazeta dos Caminhos de Ferro 70 (1684): 91-95. Consultado el 31 de octubre de 2014.